# Dynskål
Dynskål (Peziza ammophila) är en svampart som beskrevs av Durieu & Mont. 1847. Dynskål ingår i släktet Peziza och familjen Pezizaceae.  Arten är reproducerande i Sverige. Inga underarter finns listade i Catalogue of Life.